# Тынескин, Владимир Васильевич
Влади́мир Васи́льевич Тыне́скин (чук. Тыңэсқын — «занимающаяся заря»; 1 сентября 1945, Чукотка, СССР — 1979, Эгвекинот, Чукотка, СССР) — чукотский поэт.

## Биография
Родился в конергинской тундре Иультинского района, учился в конэргинской и амгуэмской школах, воспитывался в школе-интернате села Уэлькаль.
Окончил Анадырское педагогическое училище, активно участвовал в работе чукотско-эскимосского ансамбля «Унпэнэр» под руководством Светланы Ивановны Кляцкиной и Чукотского литературного объединения, которое существовало при редакции газеты «Советская Чукотка». Затем учился в Магаданском педагогическом институте. Служил в армии, работал учителем в сельской школе. В последние годы работал бригадиром оленеводческой бригады на острове Врангеля.
Путь в литературу у Владимира Тынескина, как почти у всех его сверстников и многих предшественников, начался с Чукотского литературного объединения. В 1961 году на одном из первых занятий литобъединения он познакомился с Анатолием Пчёлкиным, который так запомнил эту встречу: «Худенький, молчаливый, настороженный юноша. Он, казалось, и сам страдал от своей замкнутости, и поделать с собой ничего не мог, и лишь вспыхивал весь при малейшем замечании в свой адрес». На том занятии обсуждался первый рассказ Тынескина «Алел меняет имя», опубликованный в том же году на страницах газеты «Советская Чукотка».
После службы в армии учительствовал в сельской школе, его стихи часто печатались в газетах «Советская Чукотка», «Магаданская правда», альманахе «На Севере Дальнем», в сборнике «Озябший меридиан». В 1969 году Владимир Тынескин перевел на чукотский язык стихотворение Тараса Шевченко «Заповiт». В 1977 году был участником I Всероссийского семинара молодых литераторов Севера и Дальнего Востока в Москве. На этом семинаре стихи Владимира Тынескина получили высокую оценку. В этом же году Владимир Тынескин узнал, что у него есть двоюродный брат Сергей Тиркыгин, который тоже пишет стихи.
Тынескин — один из самых самобытных чукотских поэтов 60-70-х годов прошлого XX века. Он автор одной из первых поэм в чукотской поэзии — «Солнце на ладони» («Сердце на ладони»), опубликованной альманахом «На Севере Дальнем» к 100-летию со дня рождения В. И. Ленина.
Его первая и единственная книга «Олени ждали меня» (Магадан, 1978) — это многоплановое живописное произведение о преображенной тундре, о людях, о силах человека, благодаря которым «преобразилось все, что от века окружало нас».
Тынескин трудно сходился с людьми, был раним, особенно остро переносил невнимание к себе и своему творчеству. Он понимал тундру и сердцем, и душой. В тундре, наедине с природой, он словно освобождался от мелких житейский забот, там рождались строчки его стихов. Возвращался он возбужденный, улыбчивый, счастливый.
 Меня всегда покоряло в Тынескине его серьёзное отношение к поэтическому творчеству, нацеленность на решение именно сверхзадач. Ну и то, разумеется, что задачи эти были ему явно по силам.
Он не стоял на месте. Всё время стремился к освоению новых пространств. Закончив одну поэму и садясь за другую, уже вынашивал мысль о третьей, в которой, наконец, он сможет сказать обо всём так, как ему хочется.

Анатолий Пчёлкин 
Его нашли мертвым на перевале недалеко от поселка Эгвекинот. Возможно, он намеренно избрал такой путь ухода из жизни. Владимир Тынескин похоронен в Эгвекиноте.

## Интересные ссылки
- В. Тынескин. Олени ждали меня (в переводе А.Пчелкина)
- Стихи Владимира Тынескина на сайте Натальи Зориной, посвященном Чукотке
- Сычев Е. В. Поэт Владимир Тынескин // Чукотские истории / Евгений Сычев